# André Poplimont
André Georges Poplimont (Antwerpen, 1893. április 18. – Brüsszel, 1973. február 27.) belga olimpikon, jégkorongozó, tőrvívó.
Az 1924. évi téli olimpiai játékokon a jégkorongtornán vett részt a belga csapatban. Első mérkőzésükön súlyos vereséget szenvedtek az amerikaiaktól 19–0-ra. Következő mérkőzésen szintén súlyos vereséget szenvendtek el a britektől, 19–3-ra kaptak ki. Utolsó csoport mérkőzésükön a franciáktól kaptak ki egy szoros mérkőzésen 7–5-re. Egy gólt ütött az utolsó mérkőzésen.
Az 1932. évi nyári olimpiai játékokon indult kettő vívás számban. Egyéni tőrvívásban és csapat tőrvívásban. Érmet nem nyert.
Az antwerpeni CPA volt a klubcsapata.